# Gustavo Borges
Gustavo Borges (n. 2 decembrie 1972, Ribeirão Preto, São Paulo, Brazilia) este un înotător brazilian, medaliat olimpic. A participat la 4 ediții ale Jocurilor Olimpice (1992, 1996, 2000, 2004) în care a câștigat două medalii de argint și două medalii de bronz.